# 剣と花 (映画)
『剣と花』（けんとはな）は、1972年4月15日に松竹で配給された、立原正秋の同名小説を原作とした映画である。舛田利雄監督作品。主演は渡哲也。森雅之の遺作映画ともなった。
傷害事件で大学からの退学を余儀なくされ、日々、酒におぼれて喧嘩と女三昧の男が、愛に目覚めるまでを描いた作品である。

## キャスト
- 渡哲也 : 石津文三郎
- 新藤恵美 : 石津千代子
- 田宮二郎 : 宮尾
- 夏純子 : 佐野裕江
- 加藤治子 : 石津雪子
- 加藤和夫 : 石津信一郎
- 加島潤 : 石津幹次郎
- 矢島美智子 : 石津勢伊子
- 谷村昌彦 : 金太
- 武藤章生 : 悠三
- 柳瀬志郎 : 仙公
- 槙摩耶 : 賭場の女
- 高畑喜三 : 泣虫
- 赤座美代子 : 五代冬子
- 藤岡重慶 : 淀野元太郎
- 青木義朗 : ドス健
- 森雅之 : 石津武一郎

## スタッフ
- 監督 ; 舛田利雄
- 原作 : 立原正秋
- 企画 : 浅井秀剛
- 脚本 : 池上金男
- 撮影 : 小杉正雄
- 音楽 : 真鍋理一郎
- 製作 : 小角恒雄
- 編集 : 杉原よ志

## 併映作品
- 『喜劇 新婚大混戦』